# Коромља
Коромља (слч. Koromľa) насељено је мјесто са административним статусом сеоске општине (слч. obec) у округу Собранце, у Кошичком крају, Словачка Република.

## Становништво
| Година:    | 1994. | 2004.   | 2014.    | 2024.   |
| ---------- | ----- | ------- | -------- | ------- |
| Број људи: | 509   | 521     | 445      | 404     |
| Разлика:   |       | +2,35 % | -14,58 % | -9,21 % |

| Година:    | 2023. | 2024.   |
| ---------- | ----- | ------- |
| Број људи: | 402   | 404     |
| Разлика:   |       | +0,49 % |

Према подацима о броју становника из 2024. године насеље је имало 404 становника.